# Oberzell (Dasing)
Koordinaten: 48° 23′ N, 11° 0′ O

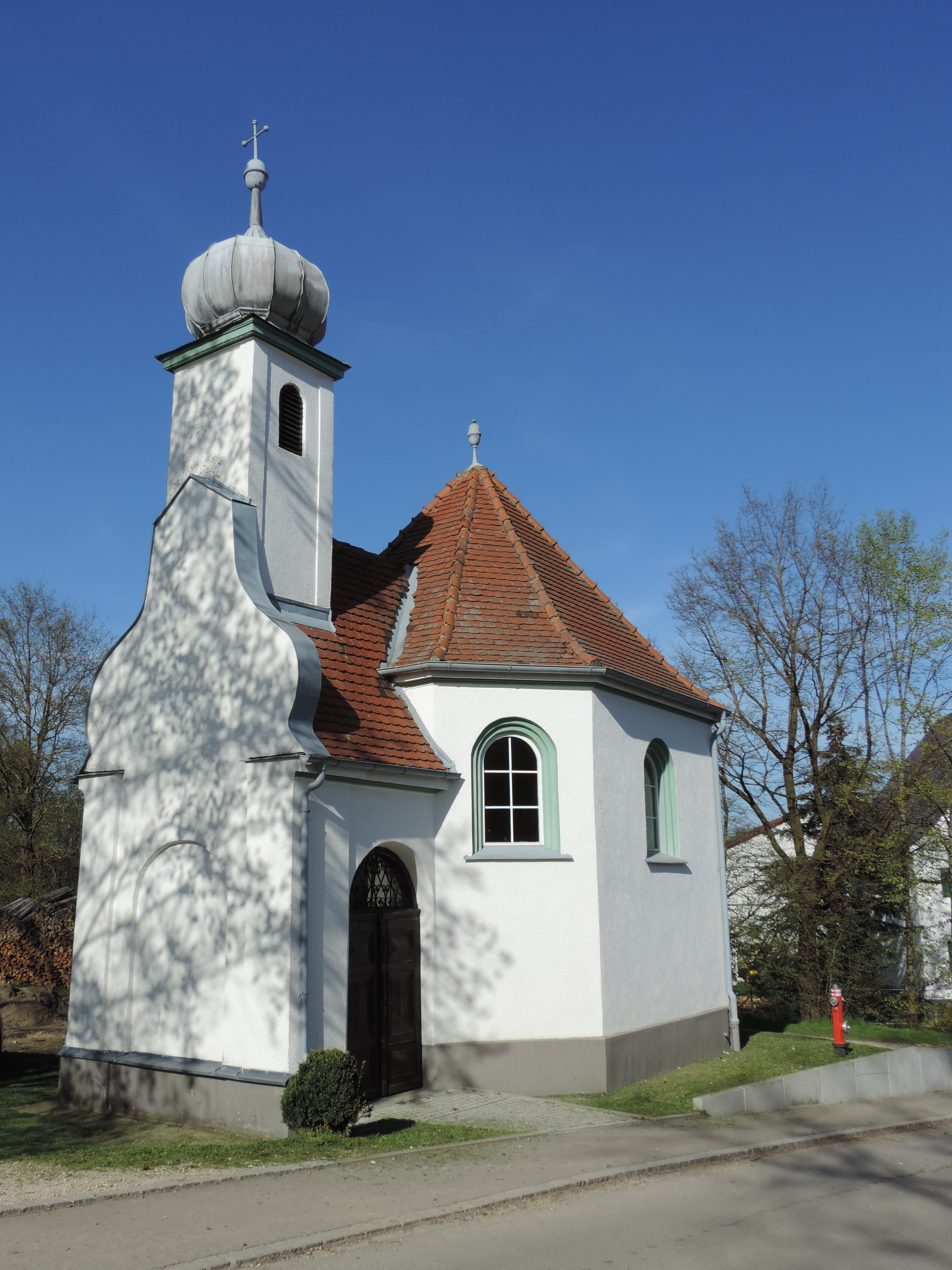
Kapelle St. Barbara in Oberzell

Oberzell ist ein Ortsteil der Gemeinde Dasing im Landkreis Aichach-Friedberg (Bayern). Das Dorf befindet sich an der Bundesstraße 300. Hier entspringt der Schwarzbach, ein linker Zufluss der Paar (Donau).

## Sehenswürdigkeiten
- Katholische Kapelle St. Barbara, erbaut 1910

Siehe auch: Liste der Baudenkmäler in Oberzell